# Wanda Wachnowska-Skorupska
Wanda Wachnowska-Skorupska, ps. Marysia, Wala, (ur. 19 czerwca?/2 lipca 1908 w Olgopolu, zm. 9 stycznia 1994 w Warszawie) – polska adwokat, harcmistrzyni, instruktorka Chorągwi Wołyńskiej Żeńskiej (p. Harcerek), komendantka Hufca Harcerek we Włodzimierzu Wołyńskim, założycielka Kręgu Starszoharcerskiego "Stanica". Od 1938 roku komendantka Pogotowia Wojennego Harcerek Chorągwi Wołyńskiej, żołnierz ZWZ i łączniczka 27 Wołyńskiej Dywizji Piechoty AK. Od 1941 roku kierownik placówki łączności i lokalu kontaktowego Delegatury Rządu na powiat włodzimierski pod kryptonimem Górka. Absolwentka Wydziału Prawa i Nauk Społecznych Uniwersytetu Stefana Batorego w Wilnie. Pierwsza Polka i pierwsza kobieta adwokat na Wołyniu. Wielka patriotka, charyzmatyczna instruktorka, wychowawczyni kilku pokoleń harcerek, współtwórczyni harcerstwa żeńskiego na Wołyniu. Zapalona pływaczka i narciarka. Gorąca zwolenniczka emancypacji, samodzielności oraz solidnego i dogłębnego kształcenia dziewcząt i kobiet. W kwietniu 1940 roku aresztowana przez NKWD i osadzona w więzieniu w Horochowie i Łucku. W 1941 roku skazana na karę śmierci. Uwolniona 23 czerwca 1941, w dniu wybuchu wojny niemiecko-radzieckiej. W lipcu 1942 roku aresztowana przez gestapo i uwięziona w obozie w Równem. Po II wojnie światowej prowadziła podziemne Kręgi Starszoharcerskie: włodzimierzaków „Stanica” i wilnianek „Szafirowa Piątka”. Pracowała jako radca prawny w Ministerstwie Budownictwa i Resortowej Komisji Arbitrażowej przy Ministrze Budownictwa. Po odwilży 1956 roku, wróciła do czynnej służby instruktorskiej w odradzającym się w tradycyjnych strukturach ZHP. 

Z domu rodzinnego wyniosła bezwarunkowy i czysty patriotyzm, wielki zachwyt i miłość do przyrody, oraz ogromny szacunek do wielonarodowej i wielokulturowej tradycji polskiego Podola i Wołynia. 
 
Pochowana na Cmentarzu Wawrzyszewskim w Warszawie. Matka dwóch synów: Janusza i Andrzeja (którego urodziła w więzieniu NKWD w Horochowie).

Wielka jest cena wolności, ale nędznym jest człowiek, który swoją wolność zdobywa zdradą.

## Życiorys

### Dzieciństwo –Olgopol
Młodsza córka adwokata Jana Wachnowskiego i Anieli z d. Zielińskiej, siostry gen. Franciszka Zielińskiego. Urodziła się i dzieciństwo spędziła w Olgopolu na Podolu, gdzie jej ojciec prowadził dobrze prosperującą kancelarię adwokacką. Po traktacie ryskim kończącym wojnę polsko-bolszewicką i wyznaczającym nowe granice między Polską i RFSRR oraz USRR Wachnowscy zmuszeni byli porzucić rodzinną posiadłość. Traktat ustalał granicę polsko–sowiecką na rzece Zbrucz, nie przyznając Polsce wschodniego Podola. Olgopol znalazł się w granicach USRR. Po doświadczeniach I wojny światowej, rewolucji sowieckiej, nieustannej zmiany granic i licznych przejściach wojsk zimą 1921 roku Wanda wraz z rodzicami na zawsze opuściła Olgopol. Ich imperatywem było żyć i pracować w Polsce. Rodzina udała się najpierw do Kijowa. Tam za udział w konspiracyjnych Kołach Polskiej Inteligencji, ojciec Wandy został aresztowany przez Czeka. Po uwolnieniu ojca za sowitą łapówkę rodzina wyjechała z Kijowa. W grudniu 1922 roku po dwutygodniowej podróży pociągiem w strasznych warunkach dotarli do granicy z Polską w Szepetówce. W 1923 roku wuj generał Franciszek Zieliński zabrał Wandę do Torunia, gdzie po kilkuletniej tułaczce uzupełniała braki w edukacji. W Toruniu uczęszczała eksternistycznie do IV i V klasy gimnazjum żeńskiego im. Królowej Jadwigi. Tutaj 5 marca 1923 roku, w wieku 14 lat wstąpiła do Związku Harcerstwa Polskiego, drużyny  gimnazjalnej prowadzonej przez Jadwigę Zielińską, córkę wuja Franciszka. Po przeprowadzce rodziny do Włodzimierza Wołyńskiego, gdzie ojciec otworzył swoją nową kancelarię adwokacką, uczęszczała do gimnazjum matematyczno-przyrodniczego im. Mikołaja Kopernika.

### Młodość –Włodzimierz WołyńskiiWilno
W roku 1924 hm. Maryla Skorupska komendantka Chorągwi żeńskiej w Kowlu, zaproponowała Wandzie wyjazd na I Narodowy Zlot Harcerek w Świdrze, a następnie na obóz drużynowych w Zielonej k. Kowla. W roku szkolnym 1925/26 założyła zastęp harcerek "Iskry" w gimnazjum im. Mikołaja Kopernika we Włodzimierzu Wołyńskim. Pierwsza zbiórka zastępu odbyła się 3 października 1925 roku, a drużyna została zarejestrowana w Głównej Kwaterze Harcerek w Warszawie. Wspólnie z dh. Heleną Wysokińską(późniejszą żoną komendanta hufca we Włodzimierzu Eugeniusza Franciszka Witkowskiego „Genka”) zorganizowały pierwszy, letni obóz zastępu „Iskry” w Manżetówce pod Włodzimierzem. Zastęp liczył wtedy 16 harcerek. Z tej okazji dumny z samodzielności i zaangażowania córki, ojciec Jan Wachnowski ufundował zastępowi 14 osobowy namiot. Po zdaniu matury Wanda wyjechała na studia do Wilna. Studiowała na Wydziale Prawa i Nauk Społecznych na Uniwersytecie Stefana Batorego. Tam w roku 1931 uzyskała magisterium. Jej wykładowcami byli między innymi: prof. Franciszek Bossowski –  prawo rzymskie, prof. Eugeniusz Waśkowski –  prawo cywilne, prof. Jerzy Lande – teoria i filozofia prawa, prof. Stefan Ehrenkreutz – dawne prawo Polski. W Wilnie podczas studiów objęła też funkcję drużynowej ”Szafirowej Piątki” – drużyny harcerek gimnazjum im. Elizy Orzeszkowej, która pod jej komendą stała się reprezentacyjną drużyną hufca wileńskiego.

Harcerstwo jest doskonałą metodą stawiania przed kobietą już od jej młodości trudnych ról i zadań, wyrabiania zaradności i wiary we własne siły..

Z dyplomem ukończenia studiów w 1931 roku wróciła do domu rodziców we Włodzimierzu Wołyńskim, aby w następnym roku rozpocząć samodzielną, dwuletnią aplikację w Sądzie Okręgowym w Łucku. Tam też poznała młodego prokuratora Kazimierza Skorupskiego, także zapalonego harcerza, brata hm. Maryli Skorupskiej. Para w lipcu 1932 roku wzięła ślub. Małżonkowie początkowo mieszkali w Łucku, gdzie Wanda kończyła aplikację. Po śmierci jej ojca, w 1932 roku przenieśli się do Włodzimierza, gdzie prowadzili odziedziczoną po ojcu kancelarię adwokacką.
We Włodzimierzu, w 1934 roku na wzór wileńskiej, akademickiej drużyny starszoharcerskiej Wanda zorganizowała koedukacyjny krąg starszoharcerski „Stanica”. To właśnie „Stanica” stała się podstawą działań przyszłego Pogotowia Harcerek w czasie wojny pod okupacją sowiecką (1939–1941) i niemiecką (1941–1945). W roku 1932 urodziła pierwsze dziecko - syna Janusza. W roku 1937 objęła Hufiec Harcerek we Włodzimierzu. Wodzem Kręgu został hm. Wiktor Pawłowski.  W roku 1938 rozkazem Naczelniczki Harcerek L.13, z dnia 24 września 1938 Wanda Wachnowska-Skorupska została powołana na stanowisko komendantki Pogotowia Wojennego Harcerek Chorągwi Wołyńskiej na wypadek wojny. W tym samym roku rozpoczęła przygotowania do egzaminu adwokackiego. Egzamin odbył się w lutym 1939 roku w Lublinie, w siedzibie Okręgowej Rady Adwokackiej Lubelszczyzny i Wołynia. Zdała go na pół roku przed wybuchem II wojny światowej.

Od roku 1932, jeszcze jako aplikantka, prowadziłam wiele sporów ziemskich, spadkowych, własnościowych....Nawet po nowelizacji i unifikacji całego prawa Rzeczypospolitej Polskiej sądy stosowały jeszcze tak zwane prawo zwyczajowe - instytucję prawną o olbrzymim regionalnym znaczeniu...Uwidoczniało się to w umowach i ugodach dobrowolnych, kiedy to zwaśnione strony poddawały się sądom polubownym przez tak zwany Zapis na Sąd Polubowny. Rozstrzygany najczęściej według dawnych zwyczajów i tradycji. Był to piękny obyczaj i dawał doskonałe rezultaty, bo sędziami polubownymi byli zwyczajni obywatele miasta lub wsi, ogólnie szanowani, a wybierani przez strony. Sąd polubowny był bezpłatny, miał charakter społeczny, był jakby sądem honorowym dla stron...Tak to w dawnych latach szanowano na kresach wschodnich odrębności zwyczajowe różnych narodowości, powagę przysięgi i różnorodność religijnych tradycji. Brałam udział osobiście w takiej rozprawie, kiedy Sąd grodzki zdecydował, że pomocniczym aktem w rozstrzygnięciu konkretnego sporu majątkowego, na który nie było żadnych dokumentów, tylko – różniące się diametralnie pomiędzy stronami co do istoty – oświadczenia stron, może być tylko przysięga przy czarnych świecach. Przysięgę składała tylko jedna ze stron, a o tym, która z nich –  decydował Kahał, czyli miejscowa żydowska społeczność religijna. W przypadku sprawy, którą prowadziłam, Kahał nie dopuścił mojego klienta do przysięgi w obawie krzywoprzysięstwa, będącego w religii mojżeszowej niewybaczalnym grzechem. W końcu strony spisały akt polubownego załatwienia sprawy, który Sąd Grodzki zatwierdził jako niesprzeczny z obowiązującymi przepisami.

### II wojna światowa
Wybuch II wojny światowej zastał Wandę w Sądzie Okręgowym w Łucku, gdzie występowała jako adwokat w sprawie swojego klienta. Niemieckie bombardowania Włodzimierza Wołyńskiego zaczęły się już 3 września. Harcerki i harcerze objęli w Komendzie Miasta służbę łączności, wartowniczą, w pracach OPLG, straży pożarnej i centrali telefonicznej starostwa. Pogotowie Wojenne Harcerek na rozkaz komendanta  miasta mjra rez. Leona Suchorzewskiego zorganizowało akcję zaciemniania domów i ulic. 6 września Komendant powierzył Wandzie Wachnowskiej-Skorupskiej koordynację całości pracy harcerek i kobiet w rejonie gimnazjalnym. Jeden ze szlaków ewakuacji na wschód ludności cywilnej, wojska, władz państwowych i administracji prowadził przez Włodzimierz Wołyński, na Łuck i Zaleszczyki. 12 września wraz z wieloma harcerkami i harcerzami, organizacjami kobiecymi, ludnością cywilną, wobec dramatu uchodźców z centralnej Polski, z rozkazu komendanta współorganizowała w gmachu gimnazjum szpital polowy. 15 września wraz z rannym pod Świeciem mężem Kazimierzem, opuściła Włodzimierz aby włączyć się do oddziałów przegrupowującej się armii WP i dalej, czynnie walczyć o wolną Polskę. 17 września rankiem, z wieloma innymi wojskowymi dotarła do Dubna. W koszarach w Komendzie miasta Wanda zgłosiła się po przydział jako sanitariuszka. Wtedy dowiedziała się o wkroczeniu Armii Czerwonej do Polski. Treść komunikatu Wanda i Kazimierz słyszeli osobiście, na placu odpraw komendantów oddziałów. Rozkazem Marszałka Polski generała Edwarda Rydza-Śmigłego wojsko polskie zostało rozwiązane. Żołnierze mieli do wyboru albo wracać do domów, albo przedostać się za granicę przez Rumunię lub Węgry. Kazimierz poszedł na Węgry, Wanda natomiast wróciła do rodziny, i do swoich zobowiązań harcerskich. O godzinie 14:00, 17 września 1939 roku małżonkowie pożegnali się. Jak się później okazało – na długich dziewiętnaście lat.

#### Okupacja sowiecka
Wanda włączyła się w konspiracyjną pracę już wczesną jesienią 1939 roku. Jedną z ważniejszych funkcji Pogotowia Harcerek w czasie okupacji sowieckiej, było ratowanie i ułatwianie wyjazdów rannym oficerom i żołnierzom Wojska Polskiego, umieszczonym w szpitalach i prywatnych kwaterach. Dostarczanie im ubrań cywilnych i dokumentów, żywności oraz odprowadzanie do pociągów lub do łączników, przeprawiających się przez Bug. Przeprowadzanie przebranych, polskich wojskowych z fałszywymi dokumentami stało się wkrótce specjalnością Wandy. W kwietniu 1940 została jednak aresztowana przez NKWD i osadzona we włodzimierskim więzieniu, w dawnym zamku obronnym. Wanda była wtedy w 7 miesiącu ciąży. W maju, dzięki wstawiennictwu ks. dziekana Aleksandra Puzyrewicza i dr. Ludwika Grosfelda, została przeniesiona do szpitala w Horochowie, gdzie 27 maja urodziła swojego drugiego syna – Andrzeja. Po odrzuceniu propozycji kolaboracji z sowietami, a w konsekwencji krótkim procesie - została skazana na karę śmierci. Rosjanie nie zdążyli jednak wykonać wyroku. 23 czerwca 1941 Niemcy wypowiedziały wojnę sowietom, a zorganizowani Polacy w nocy z 22 na 23 czerwca uwolnili wszystkich więźniów. Wyważono bramy więzienne gdy tylko miasto opuściły: NKWD, wojsko i władze sowieckie.

#### Okupacja niemiecka
W lipcu 1941, po zajęciu Wołynia przez Niemców nawiązała kontakt z Komendą Pogotowia Harcerek w Warszawie i rozpoczęła działalność konspiracyjną jako kierownik placówki łączności i lokalu kontaktowego Delegatury Rządu na powiat włodzimierski pod kryptonimem Górka. Placówka pozostawała w stałym kontakcie z komórką sztabu Obwodu Armii Krajowej Włodzimierz. Zadaniem jej był przerzut z GG i do GG kurierów oraz poczty i prasy konspiracyjnej. W domu Wandy ustanowiony został punkt łącznikowy dla kurierów AK. Był to pierwszy punkt od granicy na Bugu, pomiędzy Generalną Gubernią, a resztą okupowanych przez Niemców terenów. Wanda Wachnowska-Skorupska została włączona w sieć łączności Delegatury Rządu we Włodzimierzu, na czele której stał Wiktor Smoleński ps „Tolek”. W końcu lata 1942 roku została aresztowana przez gestapo i uwięziona w więzieniu w Równem. Siedziała w 6-osobowej celi razem ze znaną literatką z Krzemieńca – Elżbietą Dorożyńską, ps „Pani Lila”. W listopadzie 1942 roku Erwin Sztüber pułkownik Gestapo z Warszawy zwolnił wszystkich włodzimierzaków z obozu w Równem. Przed II wojną światową był on  oficerem 23 pułku piechoty we Włodzimierzu, w stopniu porucznika, adiutantem dowódcy pułku płk. Juliana Grudzińskiego. Był też członkiem kręgu starszoharcerskiego „Stanica” we Włodzimierzu. Nie wiadomo czy Erwin Sztüber był na służbie wywiadu niemieckiego w wojsku polskim przed wojną, czy też został oddelegowany przez polską organizację podziemną do Gestapo w Warszawie. Erwin Sztüber został rozstrzelany przez Gestapo w Warszawie w Alei Szucha w 1943 roku. Po zwolnieniu z więzienia w Łucku, Wanda Wachnowska-Skorupska w latach 1943–1944 pracowała w tartaku w Niekłaniu.

### Okres po II wojnie światowej
Po zakończeniu działań wojennych wyjechała z matką i synami do Łodzi. Pracowała w Urzędzie Wojewódzkim, a do sierpnia 1946 roku prowadziła także własną kancelarię adwokacką. Po przeprowadzce do Warszawy, do 1 września 1948 roku prowadziła kancelarię przy Koszykowej 14. 1 lutego 1951 roku na własną prośbę została skreślona z listy adwokatów Okręgowej Rady Adwokackiej w Warszawie. Od 1946 roku pracowała jako radca prawny w Departamencie Administracji Budowlanej Ministerstwa Odbudowy. Była też sędzią Komisji Arbitrażowej przy Ministrze Budownictwa i w tymże ministerstwie pracowała do przejścia na emeryturę w kwietniu 1969 roku. Wykładała prawo budowlane w agendach Naczelnej Organizacji Technicznej, oraz w szkołach budowlanych. Druhna Wanda Wachnowska-Skorupska brała udział dokumentowaniu historii i pamięci, związanej z epoką, której była bezpośrednim świadkiem. Brała udział w pracach komitetu redakcyjnego do prac nad historią Chorągwi Wołyńskiej ZHP, powołanego do życia w 1956 roku przez Zrzeszenie Starszoharcerskie Środowisk Ziem Wschodnich i środowisko Koła Harcerek i Harcerzy w Londynie. Po październiku 1956 roku na grudniowym Zjeździe Łódzkim z inicjatywy hm. Aleksandra Kamińskiego przywrócono do życia Związek Harcerstwa Polskiego. Druhna Wanda zorganizowała Szczep "Słoneczniki" przy Liceum im. Juliusza Słowackiego (czyli reaktywowanej 3 Warszawskiej Drużyny Harcerek im. Emilii Plater), działała też w kierownictwie hufca Śródmieście "Filtry". W latach osiemdziesiątych opracowała relację o Pogotowiu Harcerek Chorągwi Wołyńskiej po wybuchu II wojny światowej, opublikowanej w książce Ryszarda Szawłowskiego "Wojna polsko-sowiecka 1939" w tomie 2 jako Dokument 54. Aktywnie udzielała się społecznie. Organizowała kwestę na rzecz Misjonarek Miłości, zgromadzenia ustanowionego przez Matkę Teresę, oraz kwestę na Pomnik Prymasa Tysiąclecia. Ostatnie lata życia poświęciła organizowaniu Towarzystwa Miłośników Wołynia i Polesia przy Wspólnocie Polskiej w Warszawie. Zmarła 9 stycznia 1994 roku w wieku 85 lat.

Pełniłam służbę, byłam na posterunku. Wytrwałam całe życie.

## Ordery i odznaczenia
- Złoty Krzyż Zasługi z Mieczami
- Krzyż Armii Krajowej

## Książki i publikacje
- „Urodziłam się pomiędzy dwoma stepami” 2011,
- „Fragmenty dziejów miasta Włodzimierza na Wołyniu” 1996,
- „Furtka w ogrodzie”, [w] Harcerki 1939–1945. Relacje-pamiętniki 1985,
- „Opowieść o Wandzie Zienkiewiczównie – życie za życie" [w] Harcerki 1939–1945. Relacje-pamiętniki 1985